# NGC 7085
NGC 7085 este o galaxie spirală situată în constelația Pegas. A fost descoperită în 3 august 1864 de către Albert Marth.